# Федерико Фацио
Федерико Фацио (шп. Federico Fazio; рођен 17. марта 1987. у Буенос Аиресу, Аргентина) јесте аргентински фудбалер. Игра на позицији штопера за Салернитану.

## Највећи успеси

### Севиља
- Куп Шпаније (1) : 2009/10.
- Суперкуп Шпаније (1) : 2007. (финале 2010).
- Лига Европе (2) : 2013/14, 2015/16.
- Суперкуп Европе : финале 2014.

### Тотенхем
- Енглески Лига куп : финале 2014/15.

### Репрезентација Аргентине
- Светско првенство У20 (1) : 2007.
- Летње олимпијске игре (1) : 2008.